# Aktion T4
Aktion T4 a fost o campanie de ucidere în masă prin eutanasie involuntară în Germania Nazistă. Termenul a fost folosit pentru prima dată în procesele postbelice împotriva medicilor care fuseseră implicați în crime. Numele T4 este o abreviere a Tiergartenstraße 4, adresa unui departament al Cancelariei Imperiale (Reichskanzlei) înființat la începutul anului 1940 în cartierul berlinez Tiergarten, care recruta și plătea personalul implicat în Aktion T4. Anumiți medici germani au fost autorizați să selecteze pacienții „considerați bolnavi incurabil, după cele mai critice examinări medicale” și apoi să le administreze o „moarte milostivă” (Gnadentod). În octombrie 1939 Adolf Hitler a semnat o „notă de eutanasie”, retrodatată la 1 septembrie 1939, care îi autoriza pe medicul său Karl Brandt și pe comandantul Philipp Bouhler să înceapă uciderea.

## Proteste
Împotriva acțiunii s-au pronunțat în mod public episcopii catolici Johannes Baptista Sproll și Clemens August von Galen.

## Întreruperea acțiunii
Hitler a ordonat pe 24 august 1941 oprirea programului T4 și a dat ordine stricte comandanților să înceteze provocările la adresa Bisericii pe timpul războiului.